# Asakir-i Mansure-i Muhammediye

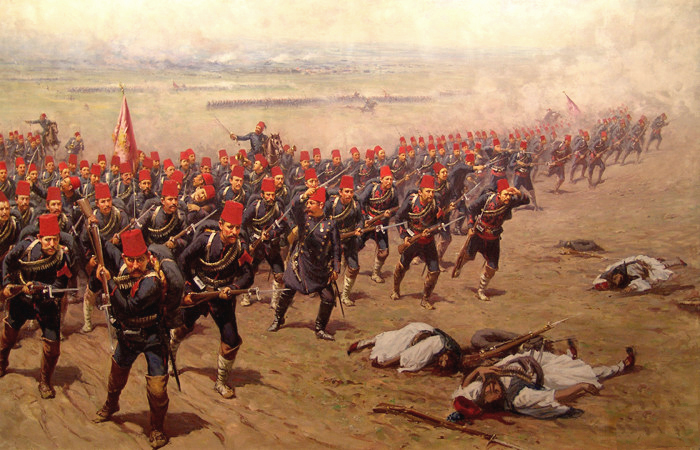
Fanteria (1897) - Asâkir-i Mansûre-i Muhammediye

L'Armata Mansure (Lingua turca ottomana عساكر منصورهٔ محمديه, Asâkir-i Mansûre-i Muhammediye, lett. "Vittoriosi soldati di Maometto") era una ocak dell'Esercito ottomano. Venne fondata dal sultano Mahmud II dopo l'eliminazione del corpo dei Giannizzeri nel 1826 (v. Incidente di buon auspicio). Il comando della nuova armata venne affidato ad Aga Hussein Pascià mentre Koca Mehmed Hüsrev Pascià venne nominato serraschiere.

L'Armata Mansure divenne la principale forza armata dell'Impero ottomano. Nel 1912, le uniformi della ocak vennero cambiate. Nel 1918 venne smembrata.

## Storia

### Contesto: la riforma delle forze armate ottomane al principio del XIX secolo
Al volgere del XVIII secolo, le numerose sconfitte militari subite ad opera degli eserciti europei spinsero l'Impero ottomano a tentare un adeguamento delle proprie forze armate alla modernità. Fu per primo il sultano ottomano Selim III a marcare il passo istituendo, nel 1789, il Nizam-ı Jedid (dal turco Nezam-i Cadid, ossia "nuovo ordinamento"), un nuovo corpo che doveva sostituire l'armata sultanate tradizionale, i Giannizzeri. Questi ultimi, sentendo la loro posizione minacciata dalla nuova formazione, decisamente più efficiente,  fomentarono una serie di rivolte tra il 1805 e il 1807, bloccando le riforme di Selim III e tenendo in scacco il successore Mahmud II. La tensione politico-militare creata dai giannizzeri e le continue sconfitte da essi subite in Grecia e nei Balcani, spinsero però Mahmud ad agire.

### L'Armata Mansure
Il 15 giugno 1826, Mahmud II decretò lo scioglimento dei giannizzeri ed orchestrò la gestione della loro prevedibile rivolta operando una brutale distruzione del corpo (v. Incidente di buon auspicio).